# Grupo de jets
En matemáticas, un grupo de jets es una generalización del grupo lineal general que se aplica mediante una serie de Taylor, asimilable a un vector en un punto. Esencialmente, un grupo de jets describe cómo un polinomio de Taylor se transforma bajo los cambios de un sistema de coordenadass (o, equivalentemente, mediante difeomorfismos).

## Visión general
El grupo de jets Gnk de orden k-ésimo,  consiste en un conjunto de jets bajo la aplicación de difeomorfismos uniformes φ: Rn → Rn tales que φ (0) = 0.
La siguiente es una definición más precisa de un grupo de jets.
Sea k ≥ 2. El gradiente de una función f: Rk → R puede interpretarse como una sección del haz cotangente de RK dado por df: Rk → T* Rk. De forma similar, las derivadas hasta  el orden m incluido son secciones del paquete de jets Jm (Rk) = Rk × W, donde
{\displaystyle W=\mathbf {R} \times (\mathbf {R} ^{*})^{k}\times S^{2}((\mathbf {R} ^{*})^{k})\times \cdots \times S^{m}((\mathbf {R} ^{*})^{k}).}
Aquí R* es el espacio dual a R, y Si denota la i-ésima potencia simétrica. Una función suave f: Rk → R tiene una prolongación jmf: Rk → Jm (Rk) definido en cada punto p ∈ Rk colocando la i-ésima derivada parcial de f en p en la componente Si ((R*)k) de W.
Considérese un punto {\displaystyle p=(x,x')\in J^{m}(\mathbf {R} ^{n})}. Existe un único polinomio fp con k variables y de orden m tal que p pertenece a la imagen de jmfp. Es decir, {\displaystyle j^{k}(f_{p})(x)=x'}. Los datos diferenciales x pueden transferirse para estar sobre otro punto y ∈ Rn como jmfp (y), las derivadas parciales de fp respecto a y.
Asóciese a Jm (Rn) una estructura de grupo tomando
{\displaystyle (x,x')*(y,y')=(x+y,j^{m}f_{p}(y)+y')}
Con esta estructura de grupo, Jm (Rn) es un grupo de Carnot de clase m + 1.
Debido a las propiedades de los jets bajo una función compuesta, Gnk es un grupo de Lie. El grupo de jets es un producto semidirecto del grupo lineal general y un grupo nilpotente conectado y simplemente conectado. También es, de hecho, un grupo algebraico, ya que la composición solo implica operaciones polinomiales.